# Sezer Akgül
Sezer Akgül (ur. 27 kwietnia 1988) – turecki zapaśnik w stylu wolnym. Olimpijczyk z Pekinu 2008, gdzie zajął jedenaste miejsce w kategorii 55 kg.
Srebrny medalista mistrzostw świata w 2009, brązowy w 2013, piąty w 2007. Brązowy medal mistrzostw Europy w 2007, 2008 i 2013, a także igrzysk europejskich w 2015. Złoty medal igrzysk śródziemnomorskich w 2009 i mistrzostw śródziemnomorskich w 2012. Pierwszy w Pucharze Świata w 2013; czwarty w 2010 i 2017; ósmy w 2015. Wicemistrz świata i Europy juniorów w 2007 roku.